# فهرست قنات‌های شهرستان اسکو
جدول زیر بر اساس آمار وزارت جهاد کشاورزیتهیه شده‌است. فهرست زیر قنات‌های شهرستان اسکو در استان آذربایجان شرقی را نشان می‌دهد.
| نام قنات             | موقعیت                 | نزدیک‌ترین روستا | طول قنات (متر) | تعداد میله چاه | عمق مادر چاه     | دبی (لیتر بر ثانیه) | سطح زیر کشت (هکتار) |
| -------------------- | ---------------------- | --------------- | -------------- | -------------- | ---------------- | ------------------- | ------------------- |
| آب محسنی             | بخش مرکزی شهرستان اسکو | اسفنجان         | ۳۰۰            | ۰              | ۰                | ۹٫۳۹۹۹۹۹۶۱۸۵۳۰۲۷    | ۰                   |
| آغ گول               | بخش مرکزی شهرستان اسکو | دیزج            | ۰              | ۰              | ۳۰               | ۳٫۷۵                | ۰                   |
| اتشان                | بخش مرکزی شهرستان اسکو | باویلی سفلی     | ۰              | ۰              | ۱۵               | ۲٫۷۳۰۰۰۰۰۱۹۰۷۳۴۹    | ۰                   |
| احمدآباد             | بخش مرکزی شهرستان اسکو | خاصه لو         | ۷۰۰            | ۱۵             | ۲۵               | ۱                   | ۰                   |
| احمدان               | بخش مرکزی شهرستان اسکو | کلجاه           | ۰              | ۰              | ۱۵               | ۲۰٫۷۵               | ۰                   |
| اخلیان               | بخش مرکزی شهرستان اسکو | میلان           | ۰              | ۰              | ۲۷               | ۱٫۲۲۰۰۰۰۰۲۸۶۱۰۲۳    | ۰                   |
| استارحیم             | بخش مرکزی شهرستان اسکو | دیزج            | ۰              | ۰              | ۰                | ۱۶٫۱۰۰۰۰۰۳۸۱۴۶۹۷    | ۰                   |
| استاق                | بخش مرکزی شهرستان اسکو | باویلی سفلی     | ۰              | ۰              | ۱۶               | ۱۲٫۳۹۹۹۹۹۶۱۸۵۳۰۳    | ۰                   |
| اعلاء                | بخش مرکزی شهرستان اسکو | بایرام          | ۰              | ۰              | ۰                | ۷٫۴۰۰۰۰۰۰۹۵۳۶۷۴۳    | ۰                   |
| المیر                | بخش مرکزی شهرستان اسکو | اسفنجان         | ۴۰۰            | ۰              | ۰                | ۱۱٫۱۱۹۹۹۹۸۸۵۵۵۹۱    | ۰                   |
| امام گلی             | بخش مرکزی شهرستان اسکو | دیزج            | ۰              | ۰              | ۳۰               | ۳٫۱۵۰۰۰۰۰۹۵۳۶۷۴۳    | ۰                   |
| امین‌آباد             | بخش مرکزی شهرستان اسکو | باویل           | ۰              | ۰              | ۸٫۵              | ۲۹٫۴۵۰۰۰۰۷۶۲۹۳۹۵    | ۰                   |
| انابه                | بخش مرکزی شهرستان اسکو | میلان           | ۰              | ۰              | ۰                | ۱٫۲۲۰۰۰۰۰۲۸۶۱۰۲۳    | ۰                   |
| اوستهم               | بخش مرکزی شهرستان اسکو | بایرام          | ۰              | ۰              | ۰                | ۱۷٫۵۵۹۹۹۹۴۶۵۹۴۲۴    | ۰                   |
| اون بوار             | بخش مرکزی شهرستان اسکو | کلجاه           | ۰              | ۰              | ۲۰               | ۳                   | ۰                   |
| اکبرآباد             | بخش مرکزی شهرستان اسکو | کلجاه           | ۰              | ۰              | ۳۵               | ۶                   | ۰                   |
| ایران سرا            | بخش مرکزی شهرستان اسکو | بایرام          | ۰              | ۰              | ۱۰               | ۱                   | ۰                   |
| ایشگه                | بخش مرکزی شهرستان اسکو | دیزج            | ۰              | ۰              | ۴۰               | ۳٫۹۵۰۰۰۰۰۴۷۶۸۳۷۲    | ۰                   |
| ایل گولی             | بخش مرکزی شهرستان اسکو | دیزج            | ۰              | ۰              | ۲۰               | ۰٫۷۶۹۹۹۹۹۸۰۹۲۶۵۱۴   | ۰                   |
| باغ میدان            | بخش مرکزی شهرستان اسکو | اسکو            | ۳۰۰۰           | ۰              | ۱۰۰              | ۴                   | ۰                   |
| باغ گول              | بخش مرکزی شهرستان اسکو | دیزج            | ۰              | ۰              | ۱۲               | ۲٫۱۶۰۰۰۰۰۸۵۸۳۰۶۹    | ۰                   |
| بالا گل (صادق‌آباد )  | بخش مرکزی شهرستان اسکو | کلجاه           | ۰              | ۰              | ۷                | ۱٫۵                 | ۰                   |
| بالاگل (قوری گل)     | بخش مرکزی شهرستان اسکو | اسکو            | ۵۰۰۰           | ۰              | ۳۰               | ۴٫۲۱۰۰۰۰۰۳۸۱۴۶۹۷    | ۰                   |
| بلوردان              | بخش مرکزی شهرستان اسکو | کلجاه           | ۰              | ۰              | ۱۵               | ۷٫۵                 | ۰                   |
| بندو                 | بخش مرکزی شهرستان اسکو | اسکو            | ۵۰۰۰           | ۰              | ۱۵               | ۱                   | ۰                   |
| بوا                  | بخش مرکزی شهرستان اسکو | فقندیس          | ۱۴۵۰           | ۰              | ۳۰               | ۱۶٫۱۰۰۰۰۰۳۸۱۴۶۹۷    | ۰                   |
| بوزه خانی            | بخش مرکزی شهرستان اسکو | اسکو            | ۳۰۰۰           | ۰              | ۶                | ۹٫۹۶۰۰۰۰۰۳۸۱۴۶۹۷    | ۰                   |
| بوغارساخ             | بخش مرکزی شهرستان اسکو | اسفنجان         | ۱۵۰۰           | ۰              | ۰                | ۷٫۷۸۹۹۹۹۹۶۱۸۵۳۰۳    | ۰                   |
| بیدی                 | بخش مرکزی شهرستان اسکو | فقندیس          | ۱۲۰۰           | ۰              | ۴۰               | ۱۸٫۷۹۹۹۹۹۲۳۷۰۶۰۵    | ۰                   |
| بیچلی                | بخش مرکزی شهرستان اسکو | اسکو            | ۱۰۰۰           | ۰              | ۵۰               | ۰٫۵                 | ۰                   |
| بیگلو                | بخش مرکزی شهرستان اسکو | بیگلو           | ۱۰۰۰           | ۲۰             | ۲۵               | ۴                   | ۰                   |
| تازه چشمه (رضاآباد ) | بخش مرکزی شهرستان اسکو | کلجاه           | ۰              | ۰              | ۳۰               | ۶                   | ۰                   |
| تازه گل              | بخش مرکزی شهرستان اسکو | باویل           | ۹۵۰            | ۰              | ۰                | ۳٫۲۰۰۰۰۰۰۴۷۶۸۳۷۲    | ۰                   |
| تقادی                | بخش مرکزی شهرستان اسکو | اسکو            | ۳۰۰۰           | ۰              | ۱۳۸٫۲۵           | ۴۶٫۴۱۹۹۹۸۱۶۸۹۴۵۳    | ۰                   |
| ثامن                 | بخش مرکزی شهرستان اسکو | فقندیس          | ۱۵۰۰           | ۰              | ۰                | ۸٫۱۰۰۰۰۰۳۸۱۴۶۹۷۳    | ۰                   |
| ثامن                 | بخش مرکزی شهرستان اسکو | اسکو            | ۵۰۰            | ۰              | ۱۰               | ۳٫۱۵۰۰۰۰۰۹۵۳۶۷۴۳    | ۰                   |
| جریک                 | بخش مرکزی شهرستان اسکو | اسکو            | ۱۰۰۰           | ۰              | ۱۱۰              | ۴٫۳۰۰۰۰۰۱۹۰۷۳۴۸۶    | ۰                   |
| جمال                 | بخش مرکزی شهرستان اسکو | فرق             | ۰              | ۰              | ۰                | ۱۱٫۱۰۰۰۰۰۳۸۱۴۶۹۷    | ۰                   |
| جمعه                 | بخش مرکزی شهرستان اسکو | اسکو            | ۸۵۰            | ۰              | ۱۴               | ۵                   | ۰                   |
| جمعه وا              | بخش مرکزی شهرستان اسکو | کلجاه           | ۰              | ۰              | ۱۴               | ۹٫۷۲۰۰۰۰۲۶۷۰۲۸۸۱    | ۰                   |
| حاج عبدالخالق        | بخش مرکزی شهرستان اسکو | کلجاه           | ۰              | ۰              | ۲۵               | ۷٫۷۶۹۹۹۹۹۸۰۹۲۶۵۱    | ۰                   |
| حاجی احتشام          | بخش مرکزی شهرستان اسکو | باویلی سفلی     | ۰              | ۰              | ۱۵               | ۱۴٫۸۲۹۹۹۹۹۲۳۷۰۶۱    | ۰                   |
| حاجی‌آباد             | بخش مرکزی شهرستان اسکو | کلجاه           | ۰              | ۰              | ۵۰               | ۳                   | ۰                   |
| حبشی                 | بخش مرکزی شهرستان اسکو | دیزج            | ۰              | ۰              | ۰                | ۳٫۳۵۹۹۹۹۸۹۵۰۹۵۸۳    | ۰                   |
| حلقوان               | بخش مرکزی شهرستان اسکو | اسکو            | ۷۰۰۰           | ۰              | ۰                | ۳٫۳۲۹۹۹۹۹۲۳۷۰۶۰۵    | ۰                   |
| حلوخان               | بخش مرکزی شهرستان اسکو | کلجاه           | ۰              | ۰              | ۲۰               | ۱۵٫۱۹۹۹۹۹۸۰۹۲۶۵۱    | ۰                   |
| حمیزان               | بخش مرکزی شهرستان اسکو | فرق             | ۰              | ۰              | ۳۵               | ۸٫۳۰۰۰۰۰۱۹۰۷۳۴۸۶    | ۰                   |
| خواجه احمدشاه        | بخش مرکزی شهرستان اسکو | فقندیس          | ۰              | ۱۰۰            | ۸۰۰۰             | ۰                   | ۰                   |
| خوجه میشه            | بخش مرکزی شهرستان اسکو | فقندیس          | ۹۰۰            | ۰              | ۱۰۷٫۶۹۹۹۹۶۹۴۸۲۴۲ | ۱۶                  | ۰                   |
| دباغان               | بخش مرکزی شهرستان اسکو | اسکو            | ۴۰۰۰           | ۰              | ۳۰               | ۱۲٫۸۰۰۰۰۰۱۹۰۷۳۴۹    | ۰                   |
| دباغان (کت چشمه)     | بخش مرکزی شهرستان اسکو | میلان           | ۰              | ۰              | ۱۵               | ۲۲٫۱۱۵۹۹۹۲۲۱۸۰۱۸    | ۰                   |
| درملونه وار          | بخش مرکزی شهرستان اسکو | دیزج            | ۰              | ۰              | ۰                | ۳٫۳۲۹۹۹۹۹۲۳۷۰۶۰۵    | ۰                   |
| دهمه ران             | بخش مرکزی شهرستان اسکو | اسکو            | ۵۰۰۰           | ۰              | ۰                | ۵                   | ۰                   |
| دوزیان               | بخش مرکزی شهرستان اسکو | کلجاه           | ۰              | ۰              | ۲۰               | ۱۵                  | ۰                   |
| روستاخ               | بخش مرکزی شهرستان اسکو | اسکو            | ۰              | ۰              | ۶۶٫۴۳۰۰۰۰۳۰۵۱۷۵۸ | ۱۴٫۶۰۰۰۰۰۳۸۱۴۶۹۷    | ۰                   |
| زینه                 | بخش مرکزی شهرستان اسکو | دیزج            | ۰              | ۰              | ۲۰               | ۱                   | ۰                   |
| سنت وان              | بخش مرکزی شهرستان اسکو | باویلی سفلی     | ۰              | ۰              | ۱۶               | ۰٫۸۲۹۹۹۹۹۸۳۳۱۰۶۹۹   | ۰                   |
| سکان باغی            | بخش مرکزی شهرستان اسکو | فرق             | ۱۲۰۰           | ۰              | ۲۵               | ۱۲                  | ۰                   |
| سیر فرق              | بخش مرکزی شهرستان اسکو | فرق             | ۰              | ۰              | ۴۰               | ۱۴٫۶۹۹۹۹۹۸۰۹۲۶۵۱    | ۰                   |
| شهیدلو               | بخش مرکزی شهرستان اسکو | بایرام          | ۰              | ۰              | ۰                | ۱٫۱۶۹۹۹۹۹۵۷۰۸۴۶۶    | ۰                   |
| شیشه گران            | بخش مرکزی شهرستان اسکو | میلان           | ۰              | ۰              | ۲۰               | ۲۲٫۶۰۰۰۰۰۳۸۱۴۶۹۷    | ۰                   |
| صادق‌آباد             | بخش مرکزی شهرستان اسکو | باویلی سفلی     | ۰              | ۰              | ۵                | ۱                   | ۰                   |
| ظهران                | بخش مرکزی شهرستان اسکو | اسکو            | ۰              | ۰              | ۲۰               | ۲۷                  | ۰                   |
| عباس یاغی            | بخش مرکزی شهرستان اسکو | بایرام          | ۰              | ۰              | ۱۵               | ۲٫۵۰۹۹۹۹۹۹۰۴۶۳۲۶    | ۰                   |
| عبدالمحمدجعفری       | بخش مرکزی شهرستان اسکو | خاصه لو         | ۱۰۰۰           | ۱۲             | ۲۵               | ۲                   | ۰                   |
| عراق استان           | بخش مرکزی شهرستان اسکو | باویلی سفلی     | ۰              | ۰              | ۱۱               | ۲۹٫۶۰۰۰۰۰۳۸۱۴۶۹۷    | ۰                   |
| عشایر                | بخش مرکزی شهرستان اسکو | اسکو            | ۳۵۰۰           | ۰              | ۱۰۰              | ۶٫۱۹۹۹۹۹۸۰۹۲۶۵۱۴    | ۰                   |
| علی مرزه             | بخش مرکزی شهرستان اسکو | اسفنجان         | ۹۰۰            | ۰              | ۰                | ۲۱٫۳۷۹۹۹۹۱۶۰۷۶۶۶    | ۰                   |
| عیدآباد              | بخش مرکزی شهرستان اسکو | اسفنجان         | ۰              | ۰              | ۰                | ۶۴٫۵                | ۰                   |
| فخرالدین             | بخش مرکزی شهرستان اسکو | اسکو            | ۰              | ۰              | ۴۵               | ۷                   | ۰                   |
| قاناگلی              | بخش مرکزی شهرستان اسکو | فرق             | ۱۰۰۰           | ۰              | ۲۰               | ۶                   | ۰                   |
| قره جیحون            | بخش مرکزی شهرستان اسکو | کلجاه           | ۰              | ۰              | ۲۵               | ۱۴٫۹۴۹۹۹۹۸۰۹۲۶۵۱    | ۰                   |
| قزه درمان            | بخش مرکزی شهرستان اسکو | کلجاه           | ۰              | ۰              | ۰                | ۹٫۷۲۰۰۰۰۲۶۷۰۲۸۸۱    | ۰                   |
| قیصر                 | بخش مرکزی شهرستان اسکو | کلجاه           | ۰              | ۰              | ۱۲               | ۲                   | ۰                   |
| لرزان                | بخش مرکزی شهرستان اسکو | دیزج            | ۰              | ۰              | ۲۰               | ۱                   | ۰                   |
| لنگرزان              | بخش مرکزی شهرستان اسکو | فقندیس          | ۲۸۰۰           | ۰              | ۳۰               | ۷٫۹۸۰۰۰۰۰۱۹۰۷۳۴۹    | ۰                   |
| لیته                 | بخش مرکزی شهرستان اسکو | اسکو            | ۰              | ۲۰             | ۴۰۰۰             | ۲۴٫۷۹۹۹۹۹۲۳۷۰۶۰۵    | ۰                   |
| لیجان                | بخش مرکزی شهرستان اسکو | اسکو            | ۲۰۰۰           | ۰              | ۱۷               | ۸٫۱۰۰۰۰۰۳۸۱۴۶۹۷۳    | ۰                   |
| لیوج                 | بخش مرکزی شهرستان اسکو | لیوج            | ۳۰۰۰           | ۲۰             | ۳۰               | ۴                   | ۰                   |
| مامادار              | بخش مرکزی شهرستان اسکو | بایرام          | ۰              | ۰              | ۲۰               | ۲                   | ۰                   |
| مجله                 | بخش مرکزی شهرستان اسکو | دیزج            | ۰              | ۰              | ۰                | ۱٫۵                 | ۰                   |
| محله                 | بخش مرکزی شهرستان اسکو | باویلی سفلی     | ۰              | ۰              | ۸                | ۳٫۰۱۹۹۹۹۹۸۰۹۲۶۵۱    | ۰                   |
| محله                 | بخش مرکزی شهرستان اسکو | فرق             | ۰              | ۰              | ۳۰               | ۸٫۳۹۹۹۹۹۶۱۸۵۳۰۲۷    | ۰                   |
| محمدآباد             | بخش مرکزی شهرستان اسکو | کلجاه           | ۰              | ۰              | ۰                | ۲۰٫۱۱۰۰۰۰۶۱۰۳۵۱۶    | ۰                   |
| محمودآباد            | بخش مرکزی شهرستان اسکو | باویل           | ۰              | ۰              | ۰                | ۴٫۱۱۰۰۰۰۱۳۳۵۱۴۴     | ۰                   |
| معاون                | بخش مرکزی شهرستان اسکو | باویلی سفلی     | ۰              | ۰              | ۱۲               | ۴٫۹۴۰۰۰۰۰۵۷۲۲۰۴۶    | ۰                   |
| مودش                 | بخش مرکزی شهرستان اسکو | بایرام          | ۰              | ۰              | ۱۷               | ۱٫۵۲۹۹۹۹۹۷۱۳۸۹۷۷    | ۰                   |
| میرزا رحیم           | بخش مرکزی شهرستان اسکو | کلجاه           | ۰              | ۰              | ۱۶               | ۵                   | ۰                   |
| میرزارحیم            | بخش مرکزی شهرستان اسکو | فرق             | ۰              | ۰              | ۰                | ۱۹٫۷۹۹۹۹۹۲۳۷۰۶۰۵    | ۰                   |
| نو                   | بخش مرکزی شهرستان اسکو | فقندیس          | ۱۴۰۰           | ۰              | ۰                | ۱۶                  | ۰                   |
| نیت علی چشمه         | بخش مرکزی شهرستان اسکو | اسفنجان         | ۱۰۰۰           | ۰              | ۰                | ۵٫۴۰۰۰۰۰۰۹۵۳۶۷۴۳    | ۰                   |
| هورهندیس             | بخش مرکزی شهرستان اسکو | فقندیس          | ۹۰             | ۰              | ۰                | ۱۵٫۹۷۹۹۹۹۵۴۲۲۳۶۳    | ۱۴۰۰                |
| وزیران               | بخش مرکزی شهرستان اسکو | کلجاه           | ۰              | ۰              | ۰                | ۲                   | ۰                   |
| ویاله                | بخش مرکزی شهرستان اسکو | دیزج            | ۰              | ۰              | ۵۰               | ۲۵٫۷۲۹۹۹۹۵۴۲۲۳۶۳    | ۰                   |
| پرزو                 | بخش مرکزی شهرستان اسکو | کلجاه           | ۰              | ۰              | ۱۰               | ۲۰٫۱۲۹۹۹۹۱۶۰۷۶۶۶    | ۰                   |
| پره باغ              | بخش مرکزی شهرستان اسکو | اسکو            | ۱۰۰۰           | ۰              | ۲۸٫۵             | ۲۲٫۶۲۰۰۰۰۸۳۹۲۳۳۴    | ۰                   |
| پره خانی             | بخش مرکزی شهرستان اسکو | اسکو            | ۳۵۰۰           | ۰              | ۸۰               | ۴٫۵                 | ۰                   |
| پره کاب              | بخش مرکزی شهرستان اسکو | میلان           | ۰              | ۰              | ۱۷               | ۳۴٫۵۸۰۰۰۱۸۳۱۰۵۴۷    | ۰                   |
| پشندیس               | بخش مرکزی شهرستان اسکو | فقندیس          | ۱۰۵۰           | ۰              | ۱۰               | ۱۶٫۶۱۰۰۰۰۶۱۰۳۵۱۶    | ۰                   |
| پیرآباد              | بخش مرکزی شهرستان اسکو | پیرآباد         | ۵۰۰            | ۱۰             | ۲۰               | ۲                   | ۰                   |
| پیران                | بخش مرکزی شهرستان اسکو | اسکو            | ۳۰۰۰           | ۰              | ۱۲               | ۲٫۸۶۹۹۹۹۸۸۵۵۵۹۰۸    | ۰                   |
| پیرحیدر              | بخش مرکزی شهرستان اسکو | فقندیس          | ۳۰۰۰           | ۰              | ۰                | ۲۰٫۴۲۰۰۰۰۰۷۶۲۹۳۹    | ۰                   |
| پیرسلو               | بخش مرکزی شهرستان اسکو | کلجاه           | ۰              | ۰              | ۱۵               | ۲۵٫۴۵۰۰۰۰۷۶۲۹۳۹۵    | ۰                   |
| پیله وان             | بخش مرکزی شهرستان اسکو | کلجاه           | ۰              | ۰              | ۱۵               | ۲٫۵                 | ۰                   |
| پیمبرآباد            | بخش مرکزی شهرستان اسکو | پیمبرآباد       | ۱۰۰۰           | ۱۵             | ۳۰               | ۲                   | ۰                   |
| چشمه باشی            | بخش مرکزی شهرستان اسکو | اسفنجان         | ۱۰۰۰           | ۰              | ۰                | ۷٫۹۰۰۰۰۰۰۹۵۳۶۷۴۳    | ۰                   |
| چهران                | بخش مرکزی شهرستان اسکو | کلجاه           | ۰              | ۰              | ۰                | ۴٫۸۶۰۰۰۰۱۳۳۵۱۴۴     | ۰                   |
| چیر                  | بخش مرکزی شهرستان اسکو | فرق             | ۰              | ۰              | ۰                | ۲۳٫۶۲۰۰۰۰۸۳۹۲۳۳۴    | ۰                   |
| کت باغ               | بخش مرکزی شهرستان اسکو | کلجاه           | ۰              | ۰              | ۲۰               | ۵٫۱۳۰۰۰۰۱۱۴۴۴۰۹۲    | ۰                   |
| کشنو                 | بخش مرکزی شهرستان اسکو | اسکو            | ۴۰۰۰           | ۰              | ۰                | ۲۸٫۸۹۹۹۹۹۶۱۸۵۳۰۳    | ۰                   |
| کنگرزان              | بخش مرکزی شهرستان اسکو | کلجاه           | ۰              | ۰              | ۲۰               | ۷٫۵                 | ۰                   |
| گنداب                | بخش مرکزی شهرستان اسکو | بایرام          | ۰              | ۰              | ۱۲               | ۱                   | ۰                   |
| گندایچی              | بخش مرکزی شهرستان اسکو | بایرام          | ۰              | ۰              | ۲۲               | ۱٫۵                 | ۰                   |
| گوتاز (کره ناز)      | بخش مرکزی شهرستان اسکو | فرق             | ۰              | ۰              | ۰                | ۱۳٫۱۹۹۹۹۹۸۰۹۲۶۵۱    | ۰                   |
| ینگه کهن             | بخش مرکزی شهرستان اسکو | بایرام          | ۰              | ۰              | ۱۷               | ۱٫۱۱۰۰۰۰۰۱۴۳۰۵۱۱    | ۰                   |